# Kat Bjelland
Katherine Lynne Bjelland (Salem, Oregón; 9 de diciembre de 1963) es una cantante, guitarrista y compositora estadounidense. Fue fundadora de la banda de grunge Babes in Toyland, originaria de Minneapolis, Minnesota en 1987. También ha hecho parte de otros proyectos musicales, incluyendo una banda llamada The Venarays, al igual que Pagan Babies, la cual formó junto a Courtney Love y Janis Tanaka en 1985.
Babes in Toyland se separó oficialmente en 2001 luego de lanzar tres discos de estudio. Bjelland trabajó en algunos proyectos antes de formar Katastrophy Wife, banda con la que sacó al mercado dos discos de estudio. En 2015 se reunió con Babes in Toyland para realizar algunos conciertos conmemorativos.
Bjelland ha citado como influencias a las bandas Girlschool y Motörhead, además de manifestar su fanatismo por la banda canadiense Rush.

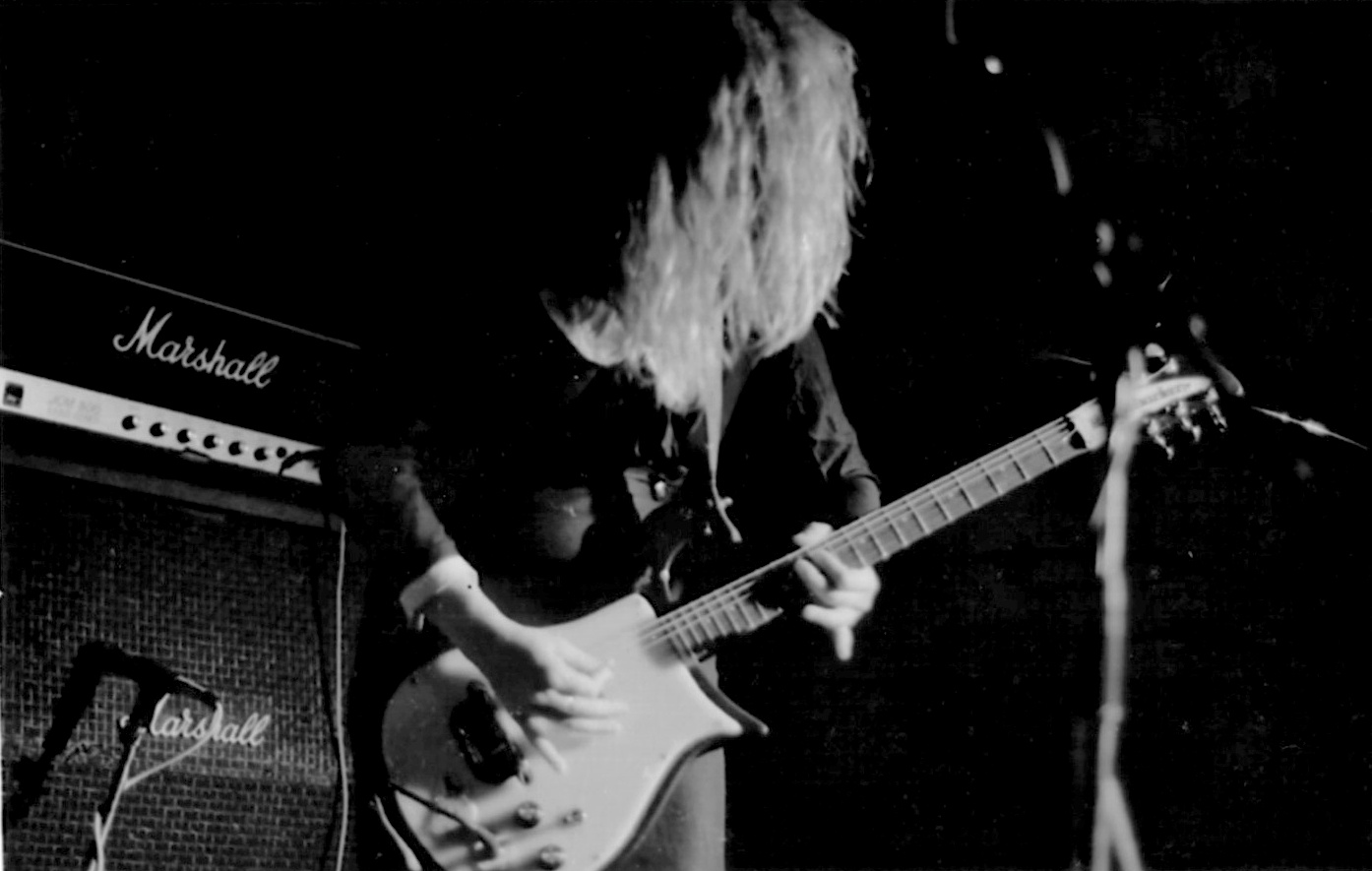
Kat en París en 1991.

## Discografía

### Con Babes en Toyland
- Spanking Machine (1990)
- To Mother (1991)
- The Peel Sessions (1992)
- Fontanelle (1992)
- Painkillers (1993)
- Dystopia (1994)
- Nemesisters (1995)
- Lived (2000)
- Devil (2000)
- Viled (2000)
- Natural Babe Killers (2000)
- Minneapolism (2001)
- The Best of Babes in Toyland and Kat Bjelland (2004/2005)

### Con Crunt
- Crunt (1994)

### Con Katastrophy Wife
- Amusia (2001)
- All Kneel (2004)